# Aberarder
Aberarder (em gaélico escocês:  Obar Àrdair) é um vilarejo na costa norte de Loch Laggan em Badenoch e Strathspey, Escócia.O vilarejo está localizado na área do conselho escocês de Highlands.